# 梅爾·羅賓斯 (作家)
梅爾·羅賓斯（娘家姓原為 Schneeberger（施內伯格），1968年10月6日—）出生於美國密蘇里州的堪薩斯城，是知名的激勵作家，在TEDxSF著名的《如何停止把自己繼續搞爛》短講，早已超過3,300萬人次觀看，著名的《5秒法則》則激勵了許多人，改善惰性和拖延症。

## 生平
她就學於新罕布夏州達特茅斯學院完成學士學位，之後再就讀波士頓學院法學院取得法律博士。2011年出版處女作《Stop Saying You're Fine: Discover a More Powerful You》（停止說自己沒事：發掘更強大的自己），同年受邀前往TEDxSF演講而爆紅，2017年出版第二本著作《The 5 Second Rule: Transform Your Life, Work, and Confidence with Everyday Courage》（5秒法则：用日常的勇气改变人生、工作和自信），該書成為亞馬遜書店當年的年度銷售非小說類第六名的暢銷書，接著再推出《The High 5 Habit》（調校心態：舉起手，伸開5指，跟自己擊掌，做自己最強的啦啦隊！全球千萬網友實證的轉念習慣），這幾本書被翻譯41種語言出版到世界各地。
成名之後她在媒體圈經營自己的脫口秀節目，也主持自己索尼影業電視的電視節目，還有網路的播客節目，2024年成為蘋果公司旗下Apple Podcasts美國地區分享次數第七高的節目，對於正向鼓勵的精神和態度，影響了很多美國人的心態。

## 相關連結
- Mel Robbins 官方網站 （页面存档备份，存于）
- Youtube：Mel Robbins （页面存档备份，存于）
- Apple Podcasts：The Mel Robbins Podcast （页面存档备份，存于）
- 梅爾·羅賓斯的Facebook專頁
- 梅爾·羅賓斯的Instagram帳戶